# The Little Rascals (película)
The Little Rascals (La pandilla: los pequeños traviesos en Hispanoamérica y Una pandilla de pillos en España) es una película de comedia infantil de 1994 producida por Universal Pictures y estrenada el 5 de agosto del mismo año.
La película es una adaptación de Our Gang de Hal Roach, una serie de cortometrajes de 1920, 1930, y 1940 (luego transmitido en televisión como The Little Rascals), que se centraba en las aventuras de un grupo de niños en un vecindario.
La cinta cuenta con un guion de Paul Guay, Stephen Mazur, y Penelope Spheeris quien también la dirigió - presenta varios personajes de Our Gang, y re-interpretaciones de los cortometrajes originales.
La película ganó un Young Artist Awards en 1995 y tiene una secuela Pequeños traviesos salvan el día lanzada en 2014.

## Trama
Spanky McFarland es el presidente del Club de Machos Antimujeres con muchos niños en edad escolar de todo el vecindario como miembros. Alfalfa Switzer, el mejor amigo de Spanky, ha sido elegido para ser el conductor del galardonado kart del club, "The Blur", en la próxima carrera de karts del Soap Box Derby. Sin embargo, Alfalfa no se encuentra por ninguna parte.
Los chicos van a buscar a Alfalfa y lo descubren en compañía de su novia Darla, de quien tiene prohibido enamorarse porque es una chica, lo que va en contra de las reglas del club. Alfalfa invita a Darla a un pícnic y, para demostrar su devoción por ella, acepta hacer el pícnic dentro de la casa club. Sin que Alfalfa los sepa, sus compañeros del club se enteran de sus planes.
En el pícnic, Alfalfa y Darla piensan que están solos, pero los otros miembros del club hacen en secreto varias bromas tontas para sabotear su cita romántica. Cuando finalmente se revelan y exigen entrar a la casa club, Alfalfa intenta frenéticamente convencer a Darla de que se esconda en el armario, lo que la lleva a creer erróneamente que Alfalfa se siente avergonzado de ella. En el frenesí, la llama de una vela se sale de control, lo que finalmente hace que la casa club se queme.
Darla rompe con Alfalfa y vuelve su atención hacia Waldo, el chico nuevo de la ciudad cuyo padre es un magnate petrolero. Debido a que Alfalfa incendió la casa club y también fraternizó con una chica, Stymie lo asigna para vigilar el kart hasta el día de la carrera.
Alfalfa hace varios intentos para recuperar a Darla, incluso enviarle una nota de amor falsa. Cuando eso falla, Spanky va con él para romper formalmente con Darla. Inicialmente se les niega la entrada a su recital de ballet, pero Spanky insiste en que esperarán a que salga Darla; Spanky le da a Alfalfa una rana para jugar mientras esperan. Pronto son descubiertos por los matones del vecindario, Butch y Woim, quienes los persiguen dentro del edificio. Para escapar, Spanky y Alfalfa se esconden en una sala de disfraces y se disfrazan de bailarinas con medias rosas, tutús y pelucas. Se las arreglan para evadir a los matones, pero intentan entrar en otra habitación para salir de sus disfraces. Se sorprenden al encontrar la habitación llena de chicas, incluida Darla. Los muchachos fingen nerviosamente estar en el recital que está a punto de realizarse, pero Alfalfa casi los delata cuando la rana que aún sostiene croa. Darla admite que no lo extraña, pero extraña su voz. Justo cuando están a punto de salir de la habitación, la maestra de ballet entra y los acompaña a todos al escenario.
El recital comienza cuando los niños interpretan escenas de El cascanueces. Alfalfa le entrega la rana a Spanky, pero Spanky deja caer la rana en la cintura de las medias de Alfalfa. Alfalfa se retuerce de incomodidad cuando la rana viscosa se retuerce en sus mallas, convirtiendo el espectáculo en un caos mientras trata de atraparla mientras aún baila. Las chicas estallan en carcajadas, junto con el público. El recital termina y los chicos salen corriendo del escenario y Alfalfa rápidamente se esconde detrás de una cortina y se quita el disfraz para sacar a la rana.
La maestra de ballet, furiosa porque los chicos arruinaron su recital, los confronta y los echa de inmediato, Alfalfa en ropa interior y Spanky todavía vestido de bailarina . Butch y Woim los están esperando afuera de la puerta, por lo que Spanky los distrae mientras Alfalfa se escapa. Cuando Spanky pierde su peluca, los matones le persiguen. Spanky logra perderlos, pero se topan con Alfalfa, que está tratando de correr a casa. Butch y Woim persiguen a Alfalfa hasta una mansión, pero la criada los rechaza. Escapando por la puerta trasera, Alfalfa es perseguido por el dóberman de Waldo, y él salta a una piscina y nada hacia el otro lado. Al salir, nota que su ropa interior flota en la superficie de la piscina. Mientras Alfalfa recupera su trusa, descubre a Darla y Waldo en un jacuzzi, riéndose de él, para su vergüenza.
En el espectáculo de talentos del carnaval el día antes de la carrera, los niños intentan recaudar $ 450, el costo de la madera necesaria para reconstruir su casa club. Los miembros más jóvenes del club, Buckwheat y Porky, obtuvieron sin saberlo $ 500, sin darse cuenta de que su método para ganar el dinero no era exactamente honesto. Su maestra de escuela, la señorita Crabtree, se entera del plan y se enfrenta a Spanky, pero él la convence de donar el dinero que se le dará como primer premio en el derbi de karts.
Alfalfa una vez más trata de recuperar a Darla, esta vez a través de una canción, ya que Darla mencionó después de dejarlo que lo único que realmente extrañaba de él era su voz para cantar. Waldo y Darla también han entrado a dúo en el programa. Alfalfa luego solicita la oportunidad de actuar para ella y recuperarla. Sin embargo, Waldo sabotea sus intentos de darle una serenata poniendo jabón en el agua que bebe, lo que hace que eructe burbujas a lo largo de su canción.
Como resultado del descuido de Alfalfa, Butch y Woim eventualmente roban "The Blur", por lo que ahora, además de tener que reconstruir la casa club, los chicos necesitan un nuevo kart. Se unieron para construir "Blur 2: The Sequel", y el día antes de la carrera, Spanky y Alfalfa (quienes anteriormente tuvieron una pelea cuando este último descubre la "lista de bromas" de la pandilla, que fue la prueba de que la pandilla saboteó el pícnic de Alfalfa con Darla) reconcilian su amistad y deciden montar juntos en el kart de dos asientos. Esperan ganar el premio en metálico y el trofeo, que será entregado a los ganadores por AJ Ferguson.
Butch y Woim hacen varios intentos furtivos para evitar que Alfalfa y Spanky ganen la carrera. Waldo y Darla también están en la carrera, pero eventualmente se enojan entre ellos, y Waldo aparentemente echa a Darla de su auto. En una carrera salvaje hasta el final, y a pesar de los muchos rasguños y choques a lo largo de la carrera, "The Blur 2" cruza la línea de meta por delante del resto en un foto-final entre "The Blur" y "The Blur 2" literalmente por un cabello, debido al peinado puntiagudo de Alfalfa. Después de la carrera, Butch y Woim están enojados con Alfalfa porque ganó el trofeo y el premio en metálico. Intentan golpearlo, pero Alfalfa finalmente se defiende y golpea a Butch en la cara, tirándolo en un charco de basura de cerdo. Woim, asustado, salta de buena gana al agua.
Junto con el primer premio, Alfalfa también recupera a Darla, luego de que se revela que había sido Darla quien había echado a Waldo de su auto y terminó la carrera sola porque descubrió que Waldo era el responsable de las burbujas en el concurso de talentos. Mientras tanto, Spanky se sorprende por la presentación del trofeo cuando finalmente conoce a su piloto favorito, AJ Ferguson, que resulta ser una mujer. Spanky le confiesa a Darla que él y los niños fueron responsables de arruinar su almuerzo campestre. Después de que se reconstruye la casa club, los chicos colectivamente cambian de opinión y vuelven hacia la membresía por lo que deciden darle la bienvenida a todas las chicas.

## Elenco
The Little Rascals
- Travis Tedford - Spanky MacFarland: Presidente del "Club de Machos Antimujeres".
- Bug Hall como Alfalfa Switzer, el mejor amigo de Spanky.
- Brittany Ashton Holmes como Darla.
- Kevin Jamal Woods como Stymie.
- Jordan Warkol como Froggy.
- Zachary Mabry como Porky.
- Ross Bagley como Buckwheat.
- Courtland Mead como Uh-huh.
- Sam Saletta como Butch.
- Blake Jeremy Collins como Woim.
- Blake McIver Ewing como Waldo.
- Juliette Brewer como Mary Ann.
- Heather Karasek como Jane.
- Petey - un pit bull del vecindario.
- Elmer - la mascota mono capuchino.
- Raven-Symoné - novia de Stymie.
- Mary-Kate y Ashley Olsen - Gemelas.
- Fifí - un Dóberman Pinscher que es mascota de Waldo.
- Katie Volding - novia de Uh-huh (no acreditada).

Personajes adultos
- Mel Brooks como Mr. Welling.
- Lea Thompson como Miss Roberts, la maestra de clase de ballet de Darla.
- Daryl Hannah como Miss Crabtree.
- Reba McEntire como A. J. Ferguson.
- Eric Edwards como el padre de Spanky.
- Dan Carton como el padre de Alfalfa.
- Whoopi Goldberg como la madre de Buckwheat.
- Donald Trump como el padre de Waldo.
- George Wendt como el vendedor de madera.

## Producción
- Varios de los miembros de Our Gang no estaban complacidos al no ser considerados para ser consultantes y hacer apariciones especiales para la película.[1] George McFarland, el original "Spanky", falleció en junio de 1994, durante las primeras etapas de filmación.

- En los cortos originales, los niños eran de clase baja; mientras que en esta producción, todos los infantes son representados como niños de clase media en un típico barrio suburbano estadounidense, excepto el chico rico.

## Recepción
La película tiene un 24% en Rotten Tomatoes, en Latinoamérica y Europa obtuvo buenas críticas pese a muchas razones que no consideraron fanáticos originales de los cortos originales. Esto porque en parte aún no había tanta masificación de información como la hay actualmente.

## Taquilla
The Little Rascals fue un proyecto sin pretensiones pero que terminó convertido en una clásica película de los años 1990. Con un presupuesto de alrededor de $20 millones y debutando en la cuarta posición de la taquilla norteamericana en su primer fin de semana. La película recaudó un total mundial de $67.308.282.

## Posterior a la película
La película marcó el ''debut'' actoral de casi todos estos niños se realizó un casting nacional en todo EE. UU. para buscar talento infantil este empezó a finales de 1993. En el casting tenían que saber actuar y cantar para poder quedar en ella. Sin embargo la mayoría después de esta película no tuvieron mucho interés en seguir en el mundo actoral o no tuvieron mucho éxito como lo hicieron aquí, como la mayoría de actores infantiles. En esta todos eran los protagonistas pese a que Universal Picures trató de renovar un poco el guion de la Comedia Our Gang la mayoría de niños se les olvidaba (se puede ver en las escenas postcréditos) por lo que la directora que dirigía la cinta, Penelophe Spheeris, los orientó mucho. La mayoría no siguió ejerciendo su carrera. Posteriormente se supo que hubo muchas escenas improvisadas en la Reunión de 2014. Actualmente la mayoría tienen vidas normales y están alejados del foco de la actuación salvo Bug Hall quien sigue en el foco mediático.

## Reunión del elenco
En septiembre de 2014, coincidiendo con el lanzamiento a vídeo de una nueva adaptación, una empresa 22 Visión reunió a los actores originales de esta entrega después de 20 años para una sesión de fotos conmemorando dicho aniversario de la película, evocando momentos clásicos de la misma así como el momento donde Alfalfa y Spanky visten los uniformes y vestidos de ballet.